# Mega Match Ecuador
Mega Match Ecuador (conocido popularmente como Mega Match), fue un programa concurso ecuatoriano, siendo una adaptación basada en la franquicia venezolana del mismo nombre, estrenandose el 23 de agosto de 2010, por la señal de TC Televisión, bajo la conducción de los animadores Gabriela Pazmiño y Ronald Farina.
Los programas inicialmente eran grabados desde los estudios del canal, hasta que a partir del capítulo 80 se emitió su primer programa en vivo. El programa finalizó sus emisiones el 28 de septiembre del 2012,  siendo reemplazado meses después por la adaptación ecuatoriana de Calle 7.
MEGAMATCH franquicia